# Koordinationsellipse
Eine Koordinationsellipse ist ein Begriff aus der Syntax.

## Erklärung
Bei einer Koordinationsellipse, auch Koordinationsreduktion genannt, liegt eine Satzreihe vor; zwei Hauptsätze sind durch einen Konjunktor, z. B. „und“, verbunden.
```
Fritz baut ein Haus und Fritz pflanzt einen Baum.

Fritz baut ein Haus und pflanzt einen Baum.
```

In beiden Sätzen wird das Subjekt durch „Fritz“ realisiert. Im zweiten Beispiel ist das Subjekt im zweiten Teil nicht realisiert, sondern eingespart worden, da durch den ersten Hauptsatz ersichtlich ist, wer das Subjekt im zweiten Hauptsatz ist.
In der Duden-Grammatik findet sich die Regel, dass es bei einem gereihten Satz legitim ist, gleichartige Bestandteile desselben einzusparen. Es ist häufig stilistisch unelegant, wenn die Teile noch einmal genannt werden, die auch im anderen Konjunkt vorkommen.

## Einteilung der Auslassungen
Die zwei wichtigsten Arten der Koordinationsellipse sind Gapping und Linkstilgung.

### Gapping
Beim Gapping wird das finite Verb und möglicherweise weitere Teile vom zweiten Konjunkt weggelassen.
```
Max soll die Katze füttern und Marie den Hund ausführen.

Max soll die Katze füttern und Marie [soll] den Hund ausführen.

Soll Max den Hund füttern und Moritz die Katze?

Soll Max den Hund füttern und [soll] Moritz die Katze [füttern]?

Max soll den Hund mit Schokolade gefüttert haben und Moritz mit Sahne.

a) Max soll den Hund mit Schokolade gefüttert haben und Moritz [soll den Hund] mit Sahne [gefüttert haben].

b) Max soll den Hund mit Schokolade gefüttert haben und [Max soll] Moritz mit Sahne [gefüttert haben].
```

Man sieht hierbei, dass es beim dritten Beispiel zwei verschiedene Möglichkeiten der Deutung gibt.
Interessanterweise wird beim Gapping nicht verlangt, dass das getilgte finite Verb dieselbe Form hat wie das nicht getilgte im ersten Konjunkt.
```
Ich soll die Katze füttern und du den Hund.

Ich soll die Katze füttern und du [sollst] den Hund [füttern].
```

### Linkstilgung
Bei der Linkstilgung, auch rechtsperiphere Elision (englisch: Right Node Raising) genannt, wird am rechten Rand des ersten Konjunkts Material getilgt.
```
Sie ist hin und er ist zurückgefahren.

Sie ist hin[-gefahren] und er ist zurückgefahren.

Max soll den Hund und Moritz die Katze füttern.

Max soll den Hund [füttern] und Moritz [soll] die Katze füttern.

Leon sucht und findet seinen Schlüssel.

Leon sucht [seinen Schlüssel] und [Leon] findet seinen Schlüssel.
```

Wie man bei den letzten Beispielen sehen kann, lassen sich Gapping und Linkstilgung auch kombinieren.
Ob wie beim Gapping auch bei der Linkstilgung die formale Identität notwendig sein muss oder nicht, wird in der Fachliteratur unterschiedlich gesehen.
```
Weil ich die Katze und du den Hund streicheln willst, …

Weil ich die Katze streicheln [will] und du den Hund streicheln willst, …
```

### Rechtstilgung
Es gibt Sätze, die so aussehen, als gebe es eine Entsprechung zur Linkstilgung, nämlich „Rechtstilgung“, das heißt, Tilgung am linken Rand vom zweiten Konjunkt. Der folgende Satz ist ein Beispiel dafür:
```
Da einige die Sache nicht ernst nehmen und sich mit anderem beschäftigen, höre ich auf.

Da einige die Sache nicht ernst nehmen und da einige sich mit anderem beschäftigen, höre ich auf.
```

Die genaue Analyse zeigt aber, dass diese Sätze inhaltlich nicht deckungsgleich sind: Im ersten Satz ist mit „einige“ in beiden Konjunkten die gleiche Personengruppe gemeint, im zweiten besteht die Möglichkeit, dass es sich um verschiedene Personengruppen handelt.

## Koordinationsellipse mit gleichem Subjekt
Ein gereihter Satz kann sich dadurch auszeichnen, dass bei ihm zwei Sätze mit „einem Subjekt“ verbunden worden sind. Es ist kein Problem, das zweite Subjekt einzusparen, da es sich um dieselbe Wortgruppe mit derselben Wortform handelt, so dass der Bezug eindeutig ist. Hat der erste Hauptsatz einen „inversen Satzbau“, spricht man von Subjektbinnenellipse.